# 葛巷駅
葛巷駅（かっこうえき）は、中華人民共和国浙江省杭州市余杭区創景路と愛橙街の交差点に位置する杭州地下鉄5号線の駅である。

## 歴史
- 2020年4月23日：開業[1][2]。

## 駅構造
島式ホーム1面2線を有する地下駅。

### のりば
案内上ののりば番号は設定されていない。
| 路線    | 方向 | 行先                       |
| ------- | ---- | -------------------------- |
| ■ 5号線 | 下り | 南湖東方面                 |
| ■ 5号線 | 上り | 城站・火車南站・姑娘橋方面 |

（出典：杭港地下鉄:内部空间示意图）

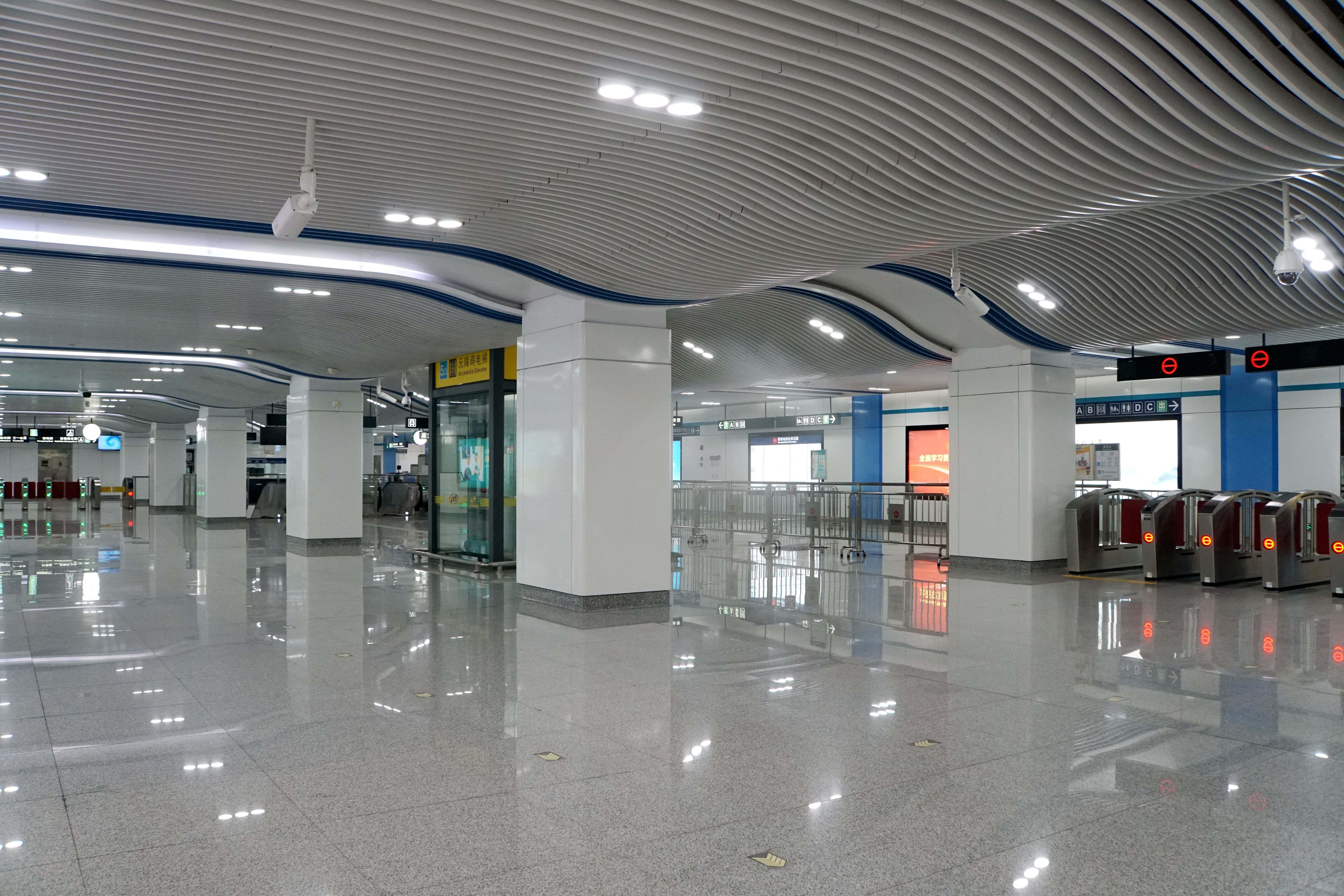
コンコース
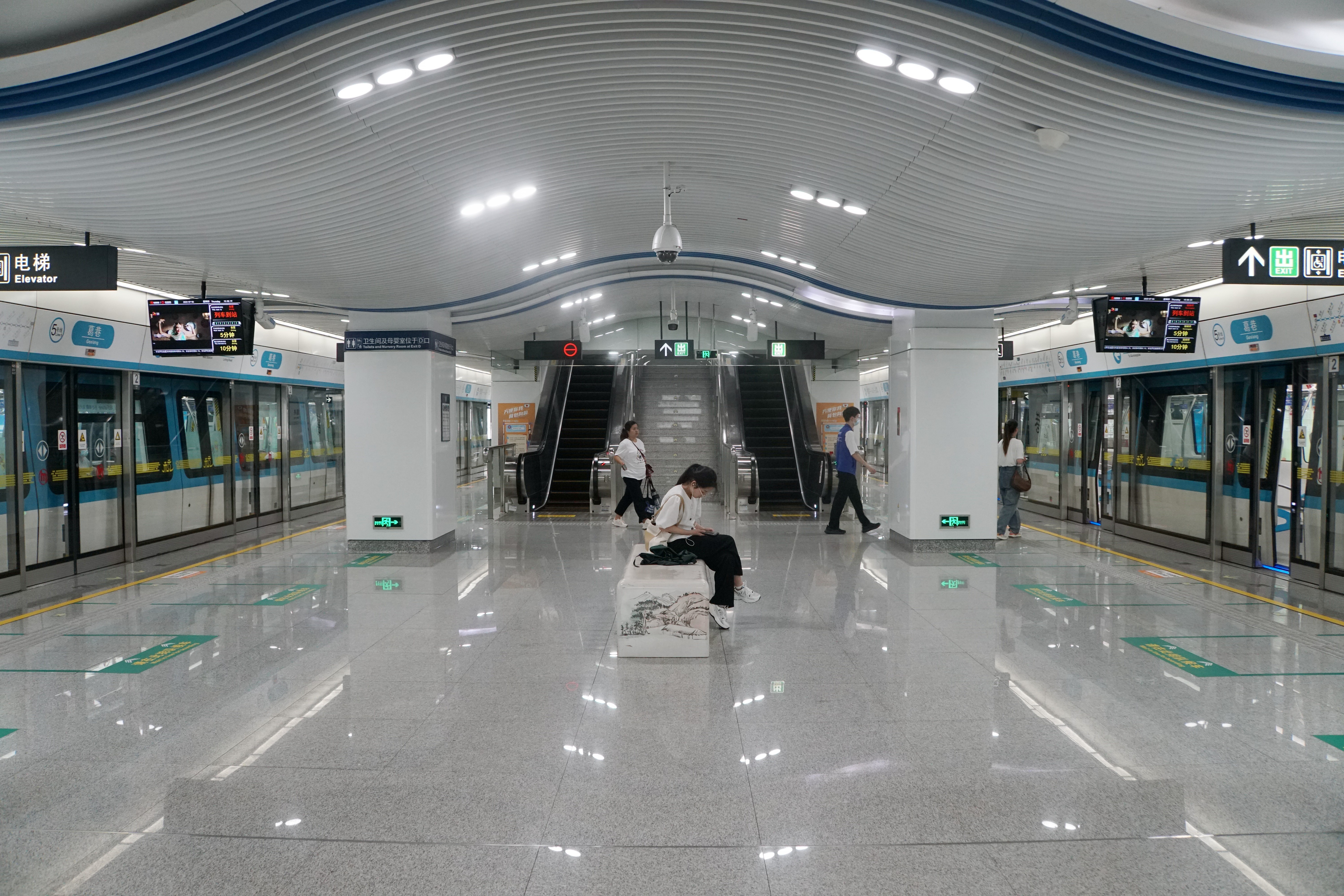
ホーム
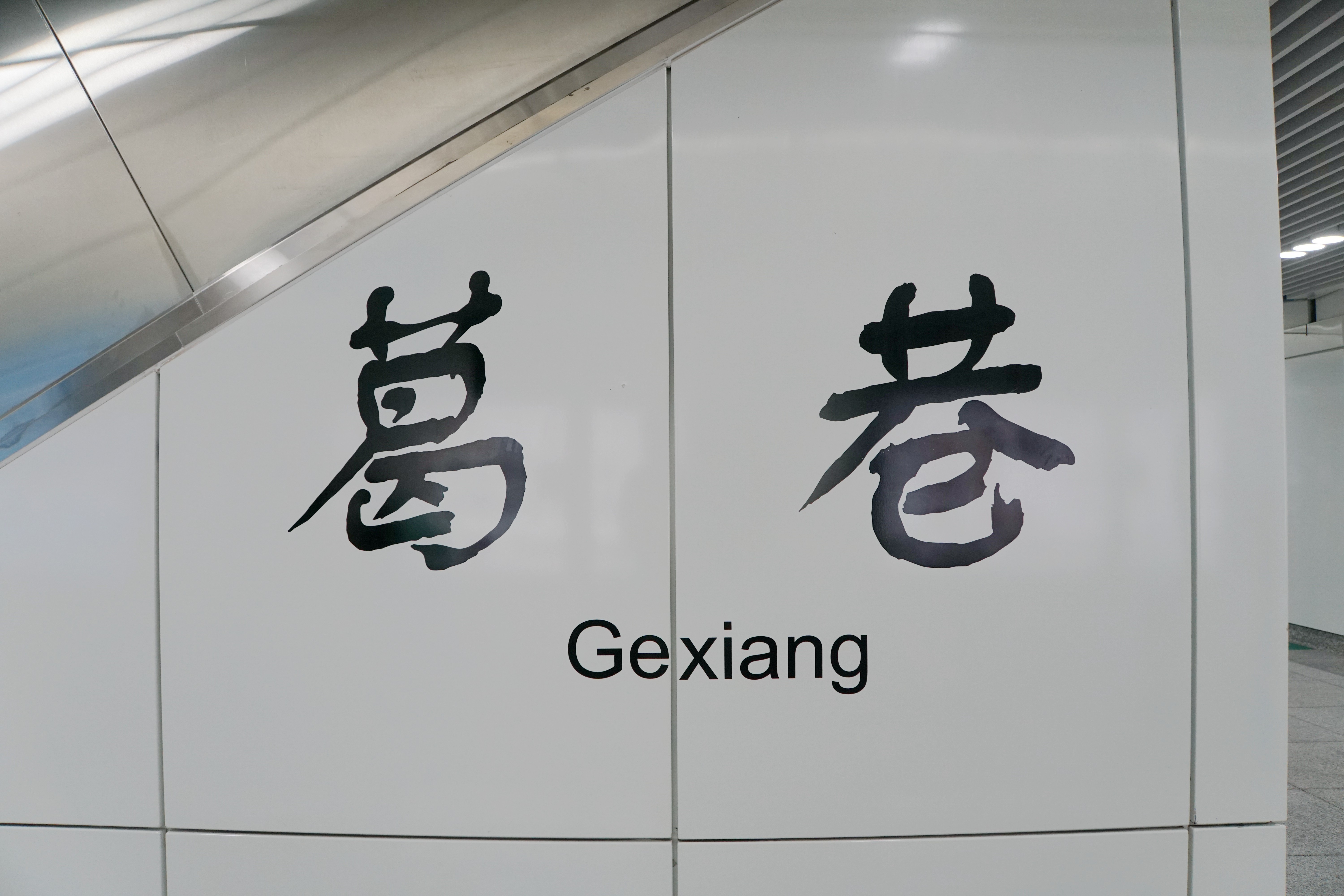

## 駅周辺
- 杭州富力中心
- 悦見未来雅庭

## 隣の駅
杭州地下鉄
■ 5号線
緑汀路駅 - 葛巷駅 - 創景路駅